# Beaufort-en-Santerre
Beaufort-en-Santerre is een gemeente in het Franse departement Somme (regio Hauts-de-France) en telt 159 inwoners (2005). De plaats maakt deel uit van het arrondissement Montdidier.

## Geografie
De oppervlakte van Beaufort-en-Santerre bedraagt 4,6 km², de bevolkingsdichtheid is 34,6 inwoners per km².
De onderstaande kaart toont de ligging van Beaufort-en-Santerre met de belangrijkste infrastructuur en aangrenzende gemeenten.

## Demografie
Onderstaande figuur toont het verloop van het inwonertal (bron: INSEE-tellingen).